# Kurres kapell (musikalbum)
Kurres kapell är den svenska proggruppen Kurres kapells självbetitlade första och enda studioalbum, utgivet på skivbolaget A Disc 1979.

## Låtlista
A
| Nr | Titel         | Längd |
| -- | ------------- | ----- |
| 1. | Allan         | 3:28  |
| 2. | Långväga-Sven | 4:05  |
| 3. | Gruvan        | 3:05  |
| 4. | Tågblues      | 2:25  |
| 5. | Klasskamp     | 4:00  |
| 6. | Elsa          | 4:45  |

B
| Nr  | Titel                    | Längd |
| --- | ------------------------ | ----- |
| 7.  | Historien känns igen     | 4:04  |
| 8.  | USA                      | 4:32  |
| 9.  | Da'n efter               | 3:33  |
| 10. | Teve                     | 2:28  |
| 11. | Semestervecka i Brutorp  | 3:09  |
| 12. | Veckopressrock           | 2:43  |
| 13. | Det är pengarna som styr | 2:47  |

## Medverkande musiker
- Göran Blomqvist – piano
- Jonny Eriksson – gitarr, rytm
- Kennet Eriksson – gitarr, sång, rytm
- Kenth Lindegren – trummor
- Krister Lindgren – ljud
- Kurt Söderström – gitarr, sång
- Stefan Viklund – bas
- Maria Östman – sång, rytm

### Fotnoter
1. ↑  ”Kurres kapell”. Svensk mediedatabas. http://smdb.kb.se/catalog/search?q=kurres+kapell&x=0&y=0. Läst 6 januari 2013.